# Schlacht bei Hermannstadt
1916:

Siebenbürgen (Hermannstadt) –
Kronstadt –
Turtucaia –
Dobritsch –
Cobadin (1) –
Flămânda-Offensive –
Cobadin (2) –
Târgu Jiu –
Argesch –
Rimnicul Sarat
1917:

Putna –
Oituz-Pass (1) –
Mărăști –
Mărășești –
Oituz-Pass (2)
Die Schlacht bei Hermannstadt (rumänisch: Bătălia de la Sibiu) vom 26. bis 29. September 1916 war im Ersten Weltkrieg die erste größere Auseinandersetzung auf dem Rumänischen Kriegsschauplatz. Die von zwei Seiten angegriffene Truppenteile des rumänischen I. Armeekorps wurden von der deutschen 9. Armee unter General von Falkenhayn in einer Frontalschlacht besiegt. Während der Gegenangriff deutscher und österreichischer Truppen den in Siebenbürgen eingebrochenen rumänischen Truppen den weiteren Vormarsch nach Norden auf Hermannstadt versperrte, bedrohte die Umfassung durch das bayerische Alpenkorps am Roten-Turm-Pass den rumänischen Rückzug und entschied die Schlacht zugunsten der Mittelmächte.

## Vorgeschichte

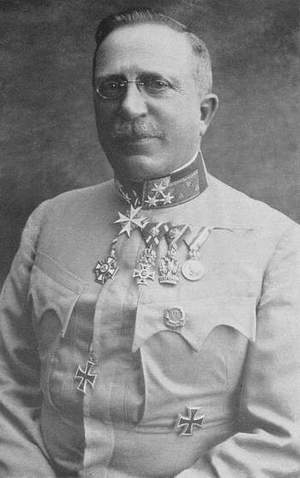
Arthur Arz von Straußenburg 1917

Im Zuge der Brussilow-Offensive drängten die Westmächte das bisher neutrale Rumänien zum Kriegseintritt gegen die Mittelmächte. Bereits Ende August 1916 kurz nach der Kriegserklärung, erfolgte der Einbruch der Rumänen in der ungarischen Grenzprovinz Siebenbürgen, die mehrheitlich rumänisch bewohnt war. Die rumänische 1. und 2. Armee unter den Generalen Ioan Culcer und Grigore Crainiceanu brachen vom Süden her bis zu 80 Kilometer tief vor und besetzten die Siebenbürger Metropole Kronstadt (Brașov). Für die Mittelmächte war das Kräfteverhältnis am Tag der Kriegserklärung sehr ungünstig: In Siebenbürgen standen vorerst nur 34.000 Mann der k.u.k. Streitkräfte rund 420.000 Rumänen gegenüber. Alleine die westliche Heeresgruppe der Rumänen verfügte über eine zehnfache Überlegenheit an Truppenzahl.
Die in Aufstellung begriffene österreichisch-ungarische 1. Armee unter Arthur Arz von Straußenburg hatte den Schutz des rechten Flügels der k.u.k. 7. Armee zu übernehmen. Die Grenze zwischen Siebenbürgen und Rumänien verlief quer über einen Gebirgszug, dem durchgehend fast 2000 Meter hohen Czibin-Gebirge (Zibinsgebirge), dem sich nach Osten das Fogarascher Gebirge anschloss. Dieser 240 Kilometer breite Grenzabschnitt wurde zunächst nur durch die neu aufgestellte k.u.k. 71. Division unter Generalmajor Goldbach verteidigt, die ab 27. August das Kommando übernommen hatte. Dem k.u.k. Infanterie-Regiment 82 wurde am rechten Flügel der Schutz der operativ wichtigen Übergänge des Törzburger- und des Predeal-Pass anvertraut. Am 29. August rückte die Vorhut der rumänischen 4. Infanterie-Division in Kronstadt ein. Die rumänische 3. Division nahm Törzburg und schob sich vorsichtig gegen Zărnești vor. Die rumänische 1. Armee unter hatte am rechten Flügel mit der Alt-Lotrugruppe (2. Division unter General Manolescu mit 17 Bataillonen und 11 Batterien) defensiv zu bleiben, die Mitte sollte den Roten-Turm-Pass und die Übergänge in das Zoodt-Bachtal öffnen und auf Hermannstadt vorrücken. Das durch den Sibiu durchzogene Becken von Hermannstadt war den Mittelmächten verloren gegangen, die Stadt Hermannstadt selbst konnte noch vor den feindlichen Zugriff bewahrt werden. Die ungarische 51. Honved-Division (unter Generalmajor Bela Tanárky) wurde beschleunigt nördlich Hermannstadt versammelt, konnte aber den Roten-Turm-Pass nicht halten. Das ab 1. September in Mühlbach eintreffende Honved-Regiment Nr. 302 hatte südöstlich der Stadt Bahn und Straße zu sperren. Vor der Stadt zeigte sich bereits die Schwächen des rumänischen Heeres, man sah von einer Eroberung aufgrund der Nachschubprobleme ab, obwohl sie nur durch schwache k.k. Landwehr verteidigt wurde. Das rumänische Heer war unerfahren, bei den Offizieren und Mannschaften herrschte ein niederer Ausbildungsstand. Mangelnde Logistik in der Heeresversorgung sowie die ungünstige geografische Lage im Gebirge erschwerten das Vorgehen. Die Rumänen hatten das Zibins-Gebirge, den Roten-Turm Pass und die Ebene von Fogarasch bis zum oberen Alt-Abschnitt besetzt. Vor Hermannstadt hatten sie das ganze hügelige Terrain bis vier Kilometer vor der Stadt in ihre Hand gebracht. Die Rumänen hatten nördlich des Roten-Turm Passes im Halbkreis die Linie Racovița—Girelsau—Heltau besetzt. Im Westen hatte ihre Orșova-Gruppe (rumänische 1. und 2. Division) die Ausläufer des Zibins-Gebirges bis Orlat Guraro und Poplaka besetzt. Nach Osten verliefen ihre befestigten Gräben und angelegten Barrieren quer über die Straße von Hermannstadt nach Heltau. Die weiter östlich vorgehende rumänische 4. Armee unter General Averescu versuchte sich derweil in den Besitz des Burzenlandes zu setzen, wurde aber am 20. September an der Baba Ludowa gestoppt und am Szurduk-Pass zurückgeworfen.

## Deutsche Truppenhilfe

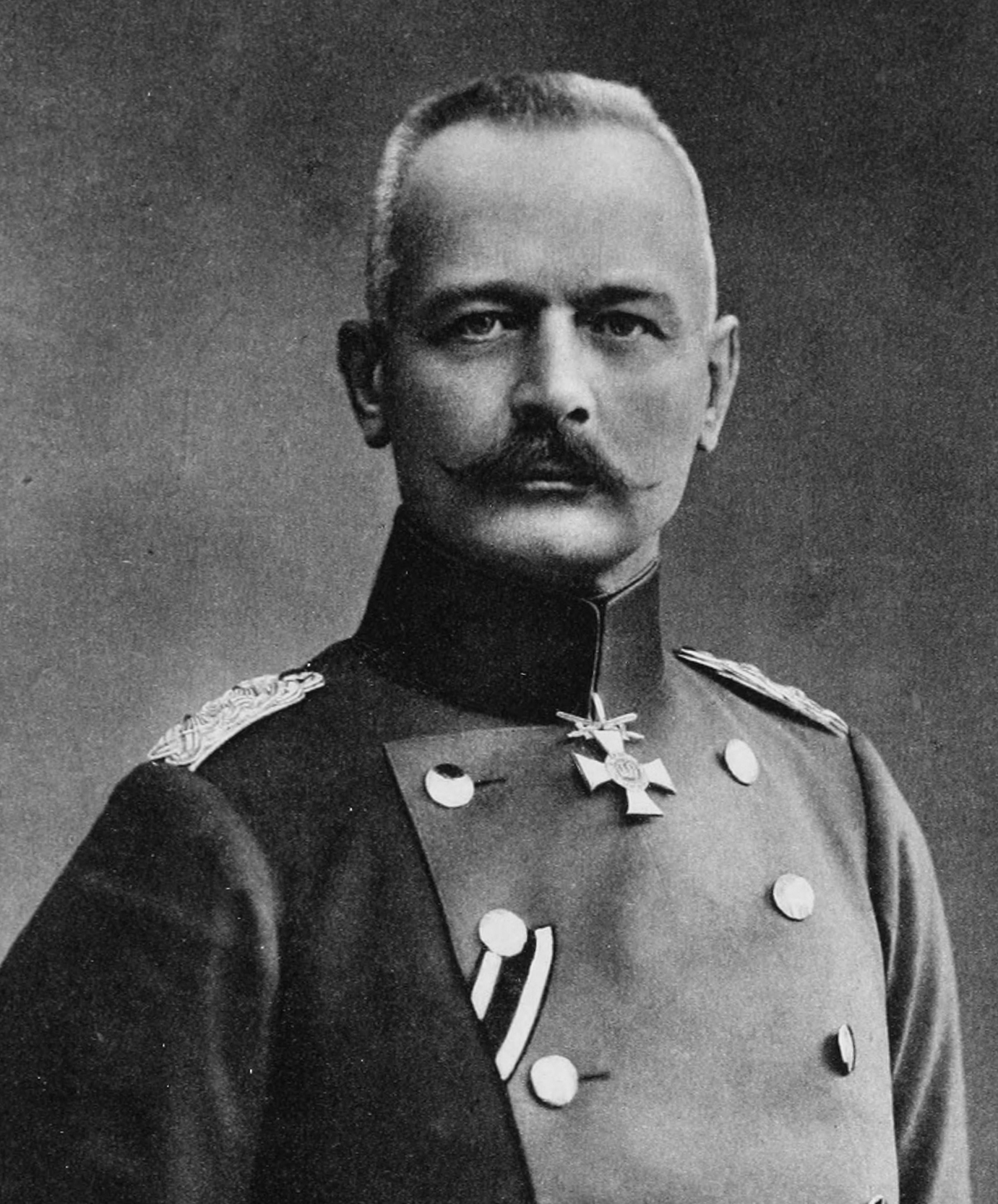
General der Infanterie Erich von Falkenhayn

Die Chefs der deutschen Obersten Heeresleitung, Feldmarschall von Hindenburg und General Erich Ludendorff, übertrugen dem in dieser Position abgelösten Vorgänger, General der Infanterie Erich von Falkenhayn, das Oberkommando der neuaufgestellten deutschen 9. Armee, welche den Österreichern nach Siebenbürgen zur Hilfe kommen sollte. Das k.u.k. Armeekommando hatte den Befehl, die 39. Honved-Infanterie-Division (H.I.D.) nach Sächsisch-Regen in Marsch zu setzen und die später eintreffenden Truppen dorthin nachzuziehen. Nach der Säuberung des an die Rumänen verlorenen Beckens von Petroșani wurden die freigewordenen deutschen Streitkräfte nach Hermannstadt verschoben, um die südlich der Stadt haltenden Rumänen anzugreifen. Die k.u.k. 1. Armee hatte das Vordringen des Feindes zu verzögern, die Kokel- und Maros-Stellung zu halten und den rechten Flügel der zum Angriff aufmarschierenden Armee Falkenhayns nach Osten zu decken.
Am 17. September abends war General von Falkenhayn in Déva eingetroffen; am 19. übernahm er den Befehl über die ihm zugewiesenen Heereskörper. Das im Osten stehende österreichische VI. Korps unter Feldmarschallleutnant (FML) von Fabini (39. und 61. Honved-Division) war bereits durch das deutsche I. Reserve-Korps (Gruppe von Morgen) verstärkt worden. Der rechte Flügel der deutschen 9. Armee sollte ein Vorgehen der Rumänen über Orsova und besonders über Mehadia verhindern. Der linke Flügel sollte nötigenfalls vor dem Druck des Gegners im Anschluss an die k.u.k. 1. Armee über Mediasch an die Kleine Kokel zurückweichen.

### Der Aufmarsch zur Schlacht von 22. bis 25. September
Das Schwergewicht der Kriegshandlungen in Siebenbürgen ging auf die deutsche 9. Armee über. General von Falkenhayn erkannte in der Gangbarkeit der Rückenlinie des Czibiner Gebirges die Möglichkeit, mit dem Alpenkorps über Sinna die Passstraße im Rücken abzusperren. Dieser Übergang verlief durch eine etwa 20 Kilometer lange Schlucht, durch welche die Flüsse Alt und Zibin fließen. Das Alpenkorps unter Generalleutnant Krafft von Delmensingen hatte sich bei Sinna und Poianu versammelt. Es gelang den deutschen Truppen, die Brücke über die Alt zu sprengen. Von Petrosény wurde die Vorhut unter Zurücklassung zweier Bataillone und ebenso vieler Batterien nach Reußmarkt herangeführt, gleichzeitig wurde die 76. Reserve-Division (Generalleutnant Elstermann) in Marktschelken ausgeladen.

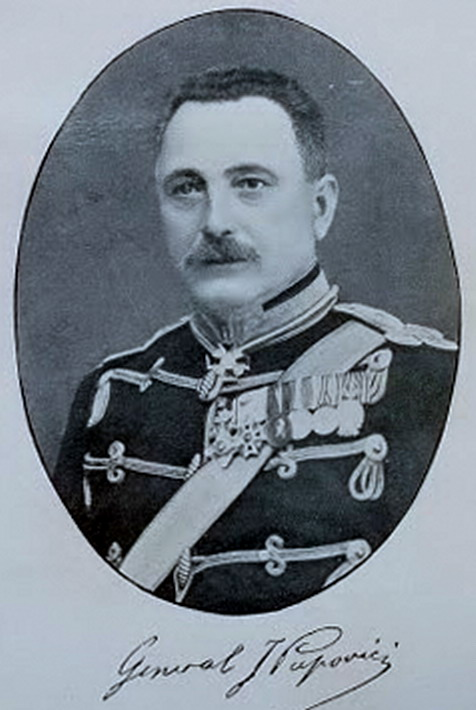
General Ioan Popovici

General Ioan Popovici, Kommandant des rumänischen I. Korps, führte seit dem 14. September den Befehl vor Hermannstadt. Das Korps hatte eine 55 Kilometer breite Stellung besetzt, die südlich und südöstlich der Stadt entlang der Linie Racoviţa-Sacadat-Caşolt-Flussmündung verlief, die Flanken rechts in Fogaraser, links zum Czibin-Gebirge reichend. Rechts stand die 13. Infanterie-Division (Brigadegeneral Ioan Oprescu) auf einer Frontlänge von 23 km mit drei Regimentern (Infanterie-Regimenter 47, 48 und 72). Links hielt die 23. Infanterie-Division (Brigadegeneral Matei Castriş, ab 9. September Oberst Traian Moşoiu) von Kastenholz Cașolț an eine Frontbreite von 22 Kilometern (Infanterie-Regimenter 2 und 42), anschließend hielt die kombinierte 1. Brigade (Infanterie-Regimenter 44 und Grenzer-Regiment 1) die Verbindung zur östlichen Lodru-Altgruppe. Östlich von Hermannstadt störte den rumänischen Weitermarsch die Aufklärungstätigkeit des deutschen Kavallerie-Korps Schmettow.
Am 22. September griff auch die rumänische 13. Division wieder an. Sie sollte versuchen, die Höhen zwischen Cornatielu und Porumbacu zu besetzen. Die schon geschwächten Sicherungen (19. Gebirgs- und 1. Husaren-Brigade des ungarischen Landsturmes) wurden weiter zurückgedrängt, wodurch die Nordflanke der 71. Honved-Division bedroht wurde. In die Frontlücke sollte die deutsche 89. Infanterie-Division eingeschoben werden, die seit 20. September von Demeterfalva herangeführt wurde. Zur Befehlsführung wurde das XXXIX. Reserve-Korps unter Generalleutnant von Staabs herangeführt. Bei der Südostgruppe, die aus dem Kavalleriekorps Schmettow bestand, wurde die Ausladung der 3. und 5. Kavallerie-Divisionen nach Mediaș und Elisabethstadt befohlen. Das k.u.k. VI. Korps sollte aus der 51. Honved-Infanterie-Division (H.I.D.) und 72. Division (143. und 144. Brigade) sowie der deutschen 187. Infanterie-Division gebildet werden. Das XXXIX. Reserve-Korps hatte mit der 187. Infanterie-Division von Orlát längs des Gebirgsfußes vorzugehen. Die 76. Reserve-Division hatte östlich von Hermannstadt in Richtung auf Talmesch anzugreifen.
Am 23. September erreichte das über das Westende der Saumwege vorstoßende Alpenkorps den Cindrelu-Abschnitt. Das Kavalleriekorps Schmettow hatte den Auftrag, die linke Flanke der 76. Reserve-Division zu sichern und ein etwaiges Vorrücken der Armee Crainicianu gegen Westen zu verzögern. Die Aufklärung über gegnerische Truppenverschiebungen im Czibiner Gebirge sickerten bis zum Hauptquartier des Generals Popovici durch. General Culcer erbat für den Fall eines gegnerischen Angriffes Hilfe vom linken Flügel der 2. Armee.
General Crainicianu schlug am 24. September eine Offensive der ganzen 2. und der Nordarmee vor. General Popovici entsandte Verstärkungen in das Satuluital gegen Fundul Riului und ins Lotrutal gegen Vioneasca. General von Falkenhayn erließ am 24. September abends aus seinem Armeehauptquartier zu Mühlbach den Befehl für den beginnenden Angriff. Am Vorabend der Schlacht standen zahlenmäßig etwa 35 Bataillone mit 54 Batterien der Mittelmächte gegen 25 Bataillone und 16 Batterien der Rumänen.

## Die Schlacht

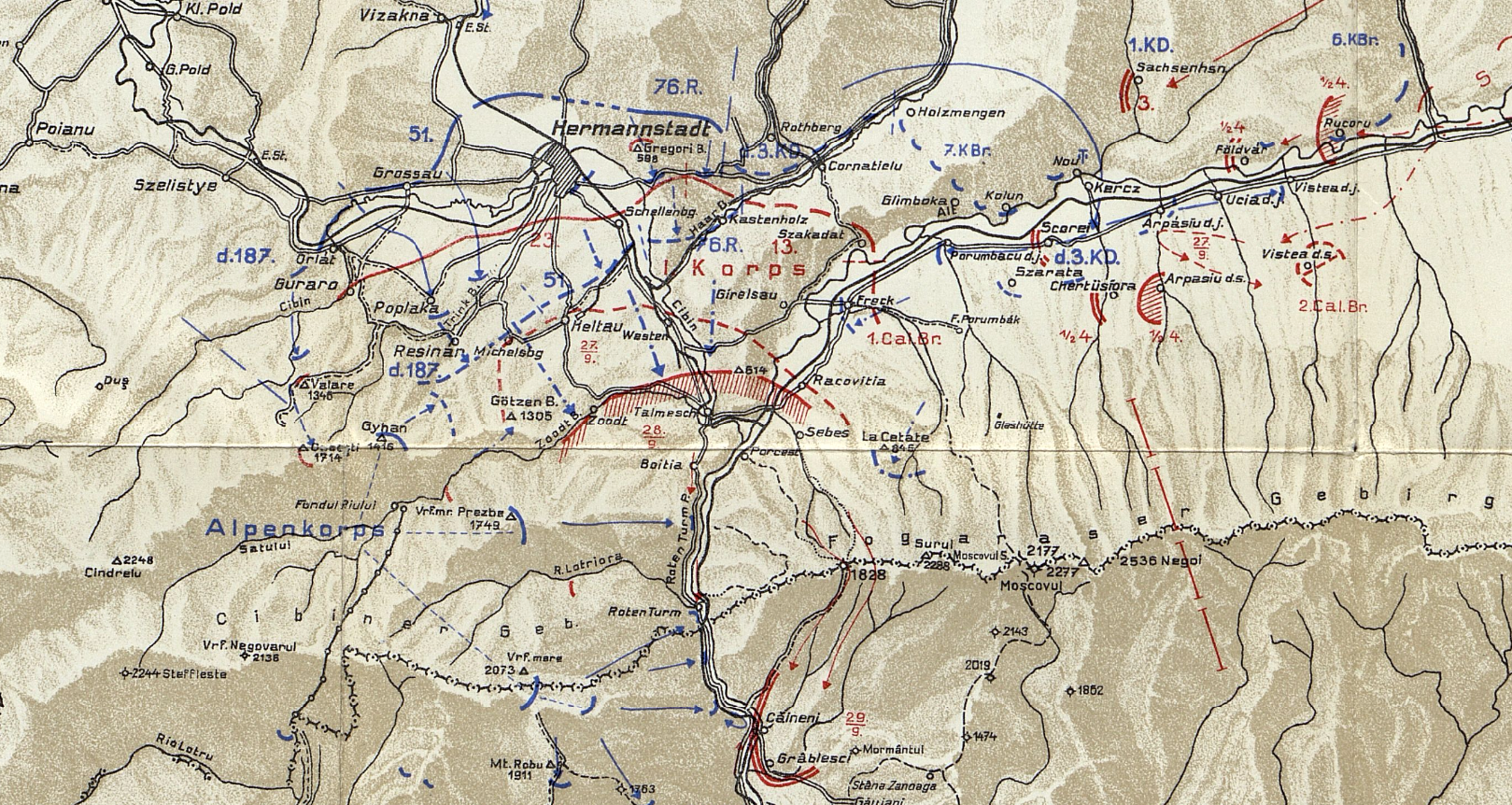
Schlacht von Hermannstadt, 25.–30. September 1916

### 25. September
Generalleutnant Staabs befahl am 25. September den Angriff. Die deutschen Truppen wurden zum größten Teil um die Stadt herumgeführt, weil man sie vor Schaden bewahren wollte. Ein rumänischer Angriff aus Schellenberg wurde abgeschlagen. Der Gregoriberg wurde bis zum Abend von der 51. Honved-Division zurückgenommen. Dahinter rückte die deutsche 76. Reserve-Division vor und stand am Abend an der Straße, die von Hermannstadt nach Osten führte. Beim Kavalleriekorps Schmettow setzte die deutsche 3. Kavallerie-Division und zwei Schwadronen der k.u.k. 7. Kavallerie-Brigade bei Kercz über den Alt. Ein weiteres Vordringen des XXXIX. Reservekorps wurde am ersten Tag nicht erreicht. Die rumänische 2. Armee verspielte die Chance, durch einen zeitgleichen Angriff das rumänische I. Korps vor der Umfassung zu bewahren. Die Möglichkeit eines Durchbruchs der eingekreisten Rumänen blieb aber gegeben, denn General von Falkenhayn lagen noch keine Berichte über die Lage beim Alpenkorps vor.

### 26. September

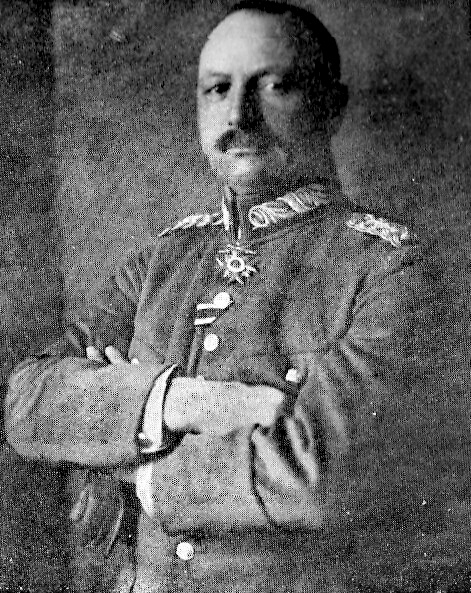
Krafft von Dellmensingen

Das Alpenkorps konnte zwischen Boița und Câineni die Straße zum Roten-Turm-Pass erreichen. General Popovici, Kommandeur des rumänischen I. Korps, erkannte die Gefahr abgeschnitten zu werden, und ließ sofort vom Süden her kleinere rumänische Abteilungen gegen Câineni vorgehen. Dadurch konnte ein Vordringen der Bayern nach Nord und Süd verhindert werden.
General Popovici wurde von seinem Vorgesetzten General Culcer ermächtigt, seine Front abschnittsweise zurückzunehmen, dagegen sollte er tatkräftig gegen seine Bedränger im Rücken vorstoßen. Um den Rücken des I. Korps vollständig freizubekommen, sandte General Culcer größere Teile der an der Donau stehenden 20. ID. eiligst nach Norden, um vom Lotrutal aus den Grenzrücken westlich vom Roten-Turm-Pass anzugreifen. Die 187. Infanterie-Division unter Generalleutnant Sunkel entriss den Rumänen derweil die Orte Guraro und Poplaka.
Im rumänischen Hauptquartier zu Buftea wurde vorerst noch nichts zum Entsatz der zwei südlich von Hermannstadt umstellten Divisionen veranlasst. Eine erfolgversprechende Möglichkeit, die Lage zu ändern, sah Popovici in einem rechtzeitigen Eingreifen der rumänischen 4. ID., die aber erst ab 27. abends in Fogaras eintreffen sollte. Da die rumänische 23. ID. bis in die Linie Michelsberg—Heltau und an den Nordrand von Westen zurückgedrängt worden war, nahm er wegen des Vordringen deutscher Reiterei (Korps Schmettow) die nach Nordosten vorgeschoben 13. ID. auf Racovitia zurück.
Die k.u.k. 51. HID. unter Generalmajor Tanárky, die sich schon während der Nacht auf das südliche Cibinufer vorgeschoben hatte, drang bis auf eine Kuppe östlich von Poplaka vor und setzte sich vor den rumänischen Stellungen fest. General Arz sandte ihm zur Verstärkung ein Infanterieregiment und drei Batterien der 89. ID. nach Vízakna (Salzburg).

### 27. September
Am 27. September abends war die Lage der deutschen 9. Armee vor Hermannstadt aufs äußerste gespannt. Ein Sieg der Truppen des Generals Staabs war noch keineswegs entschieden. Falkenhayn hatte die Sorge, ob sich das Alpenkorps in seiner Aufstellung gegenüber den rumänischen Angriffen würde halten können. Die auf Verteidigung instruierte rumänische 2. Armee verzögerte ihr Vorrücken – der Aufbruch verzögerte sich. Das Eingreifen der 2. Armee drohte den k.u.k. Streitkräften vom Osten her, deren Eingreifen konnte jederzeit erfolgen. Die Rumänen marschierten bis tief in die Nacht hinein und erreichten die Linie Vistea – Fogaras – Seiburg und Katzendorf. Die vorgehende rumänische 14. Division durchbrach die Front der k.k. 16. Landsturm-Gebirgsbrigade, die auf Déda zurückgeworfen wurde. Um beiden Gefahrenquellen zu begegnen, gab Falkenhayn dem bedrängten Korps Staabs Befehl, den Feind – trotz eigener Gefahr – energischer anzugreifen.
Für den 28. September wurde das XXXIX. Reserve-Korps mit einem Regiment der 89. Infanterie-Division (General Georg von Lüttwitz) verstärkt, während die Masse dieser Division der k.u.k. Heeresleitung weiterhin zur Verfügung überlassen wurde. Der Angriff der deutschen 187. Infanterie-Division entriss der rumänischen 23. Division den Vaiare- und Oncești-Abschnitt. Nachdem die 6. Kavallerie-Brigade zurückgeworfen wurde, riss zur 71. Division eine zehn Kilometer breite Frontlücke auf. In dieser Krise wurde die 89. Infanterie-Division mit den ankommenden Vortruppen bis Hundertbücheln und Retisdorf vorgeschoben.

### 28. September
Da der größte Druck des XXXIX. Reserve-Korps auf der 23. Division lastete, befahl Popovici der 13. Division zu unterstützen. Am Roten-Turm Pass konnte sich das Alpenkorps halten. Der Hauptangriff des Korps Staabs drängte den Westflügel der rumänischen 23. Division bis zum Abend nach Zoodt zurück. Die 76. Reserve-Division hatte Szakadat, die 51. Honved-Division Glimboca und die 187. Infanterie-Division sollte Cornățelu erreichen. Nach Osten folgend hatte sich General Schmettow mit seiner Kavallerie nördlich des Alt zu behaupten und die 71. Division wurde zum Halten der Linie Meschendorf–Erkedt aufgefordert. Um die darauf eingebrochene Front wiederherzustellen, zog General Popovici die rumänische 13. Division nach Racovitia zurück.
Das neue Vorgehen der Rumänen im Maroschtal, brachte die Wichtigkeit des VI. Korps der k.u.k. 1. Armee neu vor Augen, nämlich den Schutz des Südflügels zur k.u.k. 7. Armee.
General Arz schützte das Maroschtal durch Konzentration der 37. Honved-Division, dem I. Reservekorps wurde die 39. Honved-Division zur Deckung des Gôrgény-Tales übertragen.

### 29. und 30. September

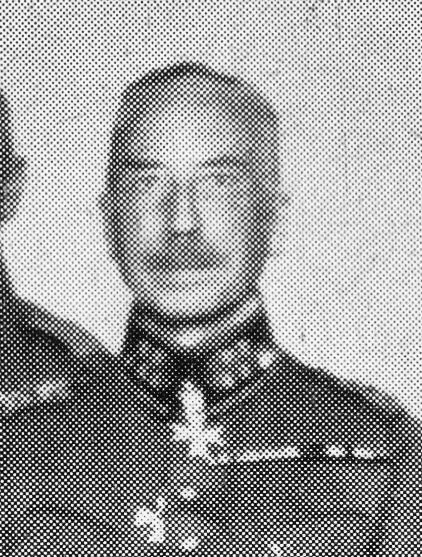
General Hermann von Staabs

Auf dem Südufer des Alt hemmte k.u.k. Geschützfeuer das Vorgehen der rumänischen 2. Armee (Crăinicianu). Das Alpenkorps das noch immer rumänische Gegenangriffe am Monte Robu abwehrte, dehnte sich jetzt auch auf die westlichen Ausläufer des Fogaraser Gebirges aus.
Da Hilfe von der 2. Armee nicht mehr zu erwarten war, musste sich General Popovici zum Rückzug über das Gebirge entschließen. Das Korps Popovici wurde auf engem Raum am Nordausgang des Roten-Turm-Passes zusammengedrängt, schonungslos wurde in die dichten Heerhaufen hineingefeuert. Die abgekämpften Truppenteile des Alpenkorps wurden von den zurückgehenden Rumänen zur Seite gedrängt. Ein neuer Befehl Falkenhayns an General Staabs wies diesen an, die 76. und 187. Infanterie-Division nach Scorei beidseitig des Alt zum Nachstoßen anzusetzen. General Crăinicianu, dessen Entsatz zu spät erfolgte, erfuhr in seinem Hauptquartier, dass sich das rumänische I. Korps über das Fogarascher Gebirge zu seinen Truppen durchgeschlagen hatte, und beschloss, seinen linken Flügel zurückzunehmen.
Die rumänische Heeresleitung befahl am 30. September den allgemeinen Rückzug. Die rumänische 3. Armee erhielt Befehl, die Donau südlich von Bukarest zu überschreiten und eine Entlastungsoffensive an der Front gegen Bulgarien zu eröffnen. Die rumänische 2. Armee, die auf einer 67 km langen Front auseinandergezogen war, und die östlicher stehende Nordarmee hatten mit allen verfügbaren Kräften in Siebenbürgen zu widerstehen, bis das Unternehmen im Süden erfolgreich war.

## Folgen
Der Rückzug der 1. Armee über die verschneiten Berge der Karpaten brachte weitere Verluste, die Gebirgstruppen des Gegners blieben ihnen dicht auf den Fersen. Die Truppen des Generals Prezan versuchten am 1. Oktober, bei Ratosnya und im Kelemen-Gebirge eine neue Front aufzubauen. Die Divisionen der ebenfalls zurückgehenden rumänischen 2. Armee standen am gleichen Tag in der am 29. September eingenommenen Linie Héviz—Oit Bogát—Sárkány—Persiani und erhielten Befehl, die Verbindung mit der nordöstlicher operierenden Nordarmee herzustellen.
Am 5. Oktober wurden die Nachhuten der rumänischen 1. Armee im Geisterwald eingeholt und angegriffen. In der folgenden Schlacht von Kronstadt am 7./8. Oktober konnten die vereinigten Truppen der Mittelmächte die Rumänen erneut zurückwerfen.